# Symeon (Kostadinow)
Symeon, imię świeckie Christo Dimitrow Kostadinow (ur. 17 września 1926 w Warnie, zm. 16 kwietnia 2016 w Phoenix) – bułgarski biskup prawosławny.

## Życiorys
Pochodził z Warny, tam też ukończył szkołę średnią. W latach 1945–1950 pracował jako nauczyciel, najpierw przez rok w Drandarze, a następnie w progimnazjum w Suworowie. Następnie ukończył naukę w instytucie doskonalenia nauczycieli i pracował w Sofii. W 1952 w trybie eksternistycznym ukończył kurs seminarium duchownego, zaś w 1953 rozpoczął studia teologiczne na Akademii Duchownej św. Klemensa Ochrydzkiego w Sofii. Podczas nauki został posłusznikiem w monasterze Przemienienia Pańskiego k. Wielkiego Tyrnowa. 7 grudnia 1954 w uniwersyteckiej kaplicy złożył wieczyste śluby mnisze przed metropolitą łoweckim Filaretem. Jego opiekunem duchowym był biskup lewkijski Parteniusz. 12 stycznia 1955, również w kaplicy studenckiej, przyjął święcenia diakońskie z rąk biskupa makariopolskiego Mikołaja i zamieszkał w Monastyrze Rilskim. W latach 1957–1959 kontynuował studia teologiczne na Moskiewskiej Akademii Teologicznej. W ławrze Troicko-Siergijewskiej został wyświęcony na kapłana przez patriarchę moskiewskiego i całej Rusi Aleksego. 
Po powrocie do Bułgarii został wykładowcą seminarium duchownego w Sofii, gdzie pracował do 1965, od 1961 jako archimandryta. W 1966 został protosynglem metropolii Stanów Zjednoczonych, Kanady i Australii z siedzibą w Nowym Jorku. W 1973 w soborze św. Aleksandra Newskiego w Sofii został wyświęcony na biskupa pomocniczego tejże eparchii, z tytułem biskupa gławinickiego.
W 1979 został wikariuszem metropolii sofijskiej. W zakres jego obowiązków weszła opieka nad bułgarskimi parafiami w Europie Zachodniej. W 1986 został pierwszym ordynariuszem nowo powstałej metropolii zachodnioeuropejskiej z siedzibą w Budapeszcie. Od 1994 nosił tytuł metropolity zachodnio- i środkowoeuropejskiego, a jego rezydencja znajdowała się w Berlinie. Przyczynił się do konsolidacji zagranicznych bułgarskich wspólnot prawosławnych i utworzył wiele nowych parafii.
W 2013 odszedł w stan spoczynku w związku z osiągnięciem odpowiedniego wieku i złym stanem zdrowia. Zmarł w kwietniu 2016. Nabożeństwo żałobne odbyło się 3 maja 2016 w cerkwi Mądrości Bożej w Sofii, zaś jako miejsce pochówku hierarcha wskazał Monastyr Rilski.